# Phobia (americká hudební skupina)
Phobia je americká crust-punk/grindcoreová kapela z Orange County v Kalifornii založená v roce 1990 hudebníkem Shanem MacLachlanem (zpěv, také kytara, baskytara, bicí). V rané sestavě figurovali ještě kytaristé Bruce Reeves a Zach Southall a bubeník Marco Soriano.
Kapela se ve svých textech zaobírá mj. politikou a sociálními tématy.
Debutové studiové album vyšlo roku 1998 a nese název Means of Existence.

## Diskografie
Dema
- What Went Wrong (1990)

Studiová alba
- Means of Existence (1998)
- Serenity Through Pain (2001)
- Cruel (2006)
- 22 Random Acts of Violence (2008)
- Remnants of Filth (2012)
- Lifeless God (2017)

EP
- All That Remains (1992)
- Return to Desolation (1993)
- Enslaved (1997)
- Destroying the Masses (1999)
- Grind Your Fucking Head In (2003)
- Get Up and Kill! (2004)
- My Friends - Our Grind! (2008)
- Unrelenting (2010)
- Grind Core (2014)
- Generation Coward (2019)

Živá alba
- Loud Proud and Grind as Fuck (2010)

Box sety
- Decades of Blastphemy (2016) – sada 4 CD[2]

Singly
- Death to Leeches (2023)

Split nahrávky
- Dankdaddies / Untitled (1994) – split 12" vinyl s americkou kapelou Plutocracy
- Corrupted / Phobia (1999) – split 7" vinyl s japonskou kapelou Corrupted
- Phobia / Resist and Exist (2003)
- Another Four Years of Murder (2003) – split CD s kapelou $krupel
- Human EP (2009)
- Fearing the Dissolve of Humanity (2010) – split CD s britskou kapelou Extinction of Mankind
- Gadget / Phobia (2010) – split CD se švédskou kapelou Gadget
- Phobia / Abaddon Incarnate (2011) – split 7" vinyl s irskou kapelou Abaddon Incarnate
- Phobia / Suffering Mind (2012) – split vinyl s polskou kapelou Suffering Mind
- Scion A/V Presents: Label Showcase – Moshpit Tragedy (2012) – split 7" vinyl s kapelou Skarp

Various Artists kompilace
- Relapse Singles Series Vol. 4 (2004) – VA kompilační CD firmy Relapse Records s kapelami Amorphis, Exit-13, Phobia a Goreaphobia